# Zygnematophycidae
Zygnematophycidae, novi podrazred parožina u koji su smješteni svi rodovi i osim aerofitske alge Spirogloea muscicola, i čini dio porodice  Zygnematophyceae.
Postoje dva reda s preko 4 120 vrsta

## Redovi
1. Desmidiales C.E.Bessey
2. Zygnematales C.E.Bessey